# Paz para nuestro tiempo

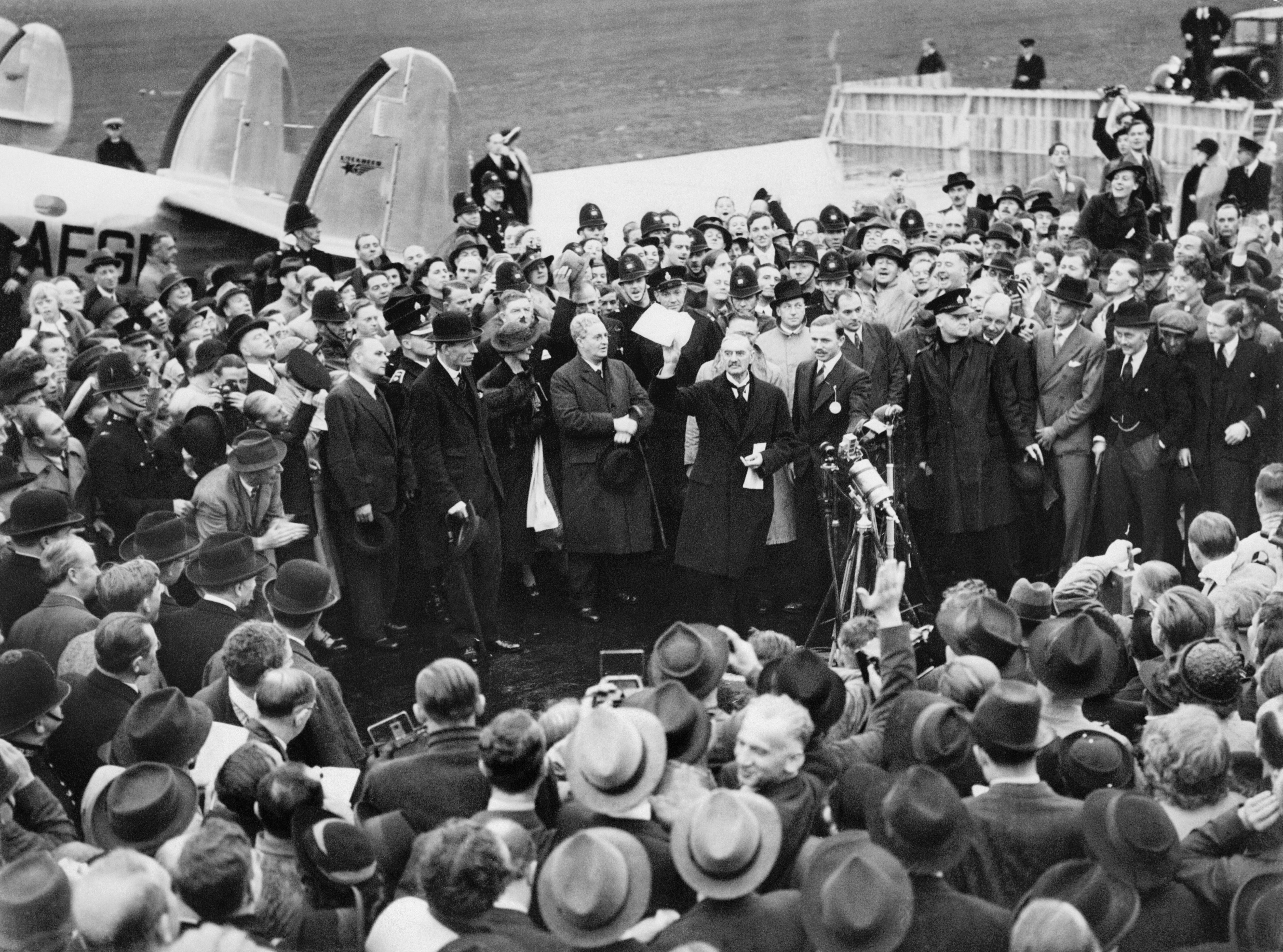
Neville Chamberlain mostrando la Declaración Anglo-Germana de compromiso para la adopción de métodos pacíficos firmada por Hitler y él mismo, a su regreso de Múnich el 30 de septiembre de 1938

"Paz para nuestro tiempo" (peace for our time, en inglés) fue una declaración pronunciada por el primer ministro británico Neville Chamberlain en su discurso de Londres del 30 de septiembre de 1938 a propósito de los acuerdos de Múnich y la consiguiente Declaración Anglo-Germana. La frase recuerda a la de Benjamin Disraeli, quien, al regresar del Congreso de Berlín en 1878, había dicho: «He regresado de Alemania con paz para nuestro tiempo».
La expresión es recordada principalmente por su amarga ironía dado que, cuando todavía no había transcurrido un año desde los acuerdos, la invasión de Polonia por parte de la Alemania nazi liderada por Adolf Hitler daba comienzo a la Segunda Guerra Mundial.
Es a menudo transcrita equívocamente como "paz en nuestro tiempo", una frase familiar para los británicos debido a su inclusión en el Libro de Oración Común. Un pasaje de dicho libro, traducido a partir del himno "Da pacem, Domine" del siglo VII, dice: «Otorga paz en nuestro tiempo, oh Señor; porque ningún otro combate por nosotros, sino únicamente tú, oh Dios».

## Discursos
El avión que traía de vuelta a Chamberlain aterrizó en el aeródromo de Heston el 30 de septiembre de 1938, y allí mismo se dirigió a la multitud:

La resolución del problema checoslovaco, que ahora hemos logrado, supone a mi juicio el preludio de una solución a partir de la cual toda Europa encontrará la paz. Esta mañana he tenido otra charla con el canciller alemán, herr Hitler, y aquí está el papel en que figura su nombre así como también el mío [enseña el papel a la gente]. Algunos de vosotros, quizá, ya hayáis tenido noticia de su contenido pero me gustaría leéroslo: «... Consideramos el acuerdo firmado la pasada noche y el Acuerdo naval anglo-germano como símbolos del deseo de nuestros pueblos de no ir a la guerra entre nosotros nunca más».

Ese mismo día salió al 10 de Downing Street, leyó nuevamente el documento y concluyó:

Mis buenos amigos, por segunda vez en nuestra historia un primer ministro británico ha vuelto de Alemania trayendo paz con honor. Creo que se trata de paz para nuestro tiempo. Os damos las gracias desde el fondo de nuestros corazones. Volved a casa y tomaos un buen descanso.

Chamberlain no fue bien recibido por todo el mundo a su regreso, y 15 000 personas —tres veces más que quienes le dieron la bienvenida en Downing Street— protestaron ese día en Trafalgar Square contra los acuerdos de Múnich. La manipulación de la BBC por parte de Chamberlain provocó que las noticias fueran en gran medida suprimidas. El portavoz laborista Hugh Dalton sugirió públicamente que la hoja de papel sostenida por Chamberlain había sido «arrancada de las páginas de Mein Kampf».
Desconfiando de Chamberlain, Isaac Asimov publicó en julio de 1939 Trends, donde aventuraba una guerra mundial para 1940. Más tarde escribió: «Fui demasiado conservador» (acerca del momento de inicio de la guerra).